# Société missionnaire de Saint Paul
Ne doit pas être confondu avec Paulistes ou Paulistes (melkites).
La société missionnaire de Saint Paul (en latin : Missionalis Societas Sancti Pauli) est une congrégation cléricale de droit pontifical dédiée à l'évangélisation et à l'activité missionnaire.

## Historique
La congrégation est fondée à Mdina le 30 juin 1910 par le père Joseph De Piro (en) (1877-1933) pour venir en aide aux émigrés maltais et servir dans les missions.
La société obtient l'approbation diocésaine le 14 novembre 1921 mais le fondateur meurt subitement le 17 septembre 1933 à 55 ans. L'institut est alors trop jeune pour subsister ; ce sont donc des supérieurs externes à la congrégation qui sont assignés pour la diriger jusqu'en 1948 ; année où la société a son premier supérieur général venant d'un membre de l'institut, le père Michael Callus ; la même année, ils commencent leur première mission à Sydney (Australie) comme chapelains pour les émigrés maltais. En 1959, ils se rendent à Ontario (Canada) et en 1973 à Detroit (États-Unis) travaillant toujours auprès des migrants maltais. La société se développe en Amérique latine en 1968, année où elle ouvre sa première communauté dans la province d'Arequipa (Pérou). L'institut obtient le décret de louange le 29 janvier 1973.
En 1982, c'est la première mission en Asie avec l'envoi de deux missionnaires à Faisalabad (Pakistan). En 1999, les paulistes ouvrent une autre mission en Asie, cette fois aux Philippines ;  deux missionnaires, l'un d'australien et l'autre travaillant au Pakistan, sont envoyés pour établir une communauté à Manille. La dernière mission est Cuba, établie en 2017, lorsque deux missionnaires péruviens sont envoyés à Santa Clara.

## Activité et diffusion
Les missionnaires de la Société se consacrent au travail d'évangélisation et à l'organisation de structure ecclésiale en terre de mission.
Ils sont présents en : 
- Europe : Malte, Italie.
- Amérique : Canada, États-Unis, Pérou.
- Asie : Pakistan, Philippines.
- Océanie : Australie.

La maison-mère se trouve à Rome.
Fin 2005, ils étaient dans 23 communautés avec 94 religieux dont 68 prêtres.